# Малый Сергиевский переулок
Ма́лый Се́ргиевский переулок — небольшая улица в центре Москвы в Мещанском районе между Цветным бульваром и Трубной улицей.

## Происхождение названия
Название Малого Сергиевского переулка, так же как и Большого, возникло в XVIII веке по церкви Преподобного Сергия «что в Пушкарях у Трубы», известной с 1547 г. (снесена в 1935 г.).

## Описание
Малый Сергиевский переулок начинается от Цветного бульвара, проходит на юго-восток и заканчивается на Трубной улице, за которой переходит в Большой Сергиевский переулок. Домов за ним не числится. Налево от него отходит небольшой тупик, который иногда обозначается на картах как Цветной переулок.